# للثروة حسابات أخرى (مسلسل)
المسلسل إنتاج عام 2005 وقصة وسيناريو وحوار محسن الجلاد واخراج إسماعيل عبد الحافظ.

## قصة العمل
تدور أحداثة حول توأم الدكتور "مصطفى" الذي يعيش مع أمة وزوجتة وأولادة حياة سعيدة وأخيه التوأم الأستاذ "محمود" رجل الأعمال الثري الذي جمع ثروته بطرق غير مشروعة فتبرأت منة والدتة إلى أن يتوفى هو وزوجتة فيرثة أخوه الدكتور "مصطفى" وتنقلب حياته رأسا على عقب حيث يتولى كل مشاكل أخيه وفساده ويعرف أن للثروة حسابات أخرى.

## البطولة
| - صلاح السعدني - نرمين الفقي - هدى سلطان - فادية عبد الغني | - عمر الحريري - ميمي جمال - سامي العدل - زينة | - منة فضالي - محمد عبد الحافظ - سهام جلال |